# غولف ياسمين

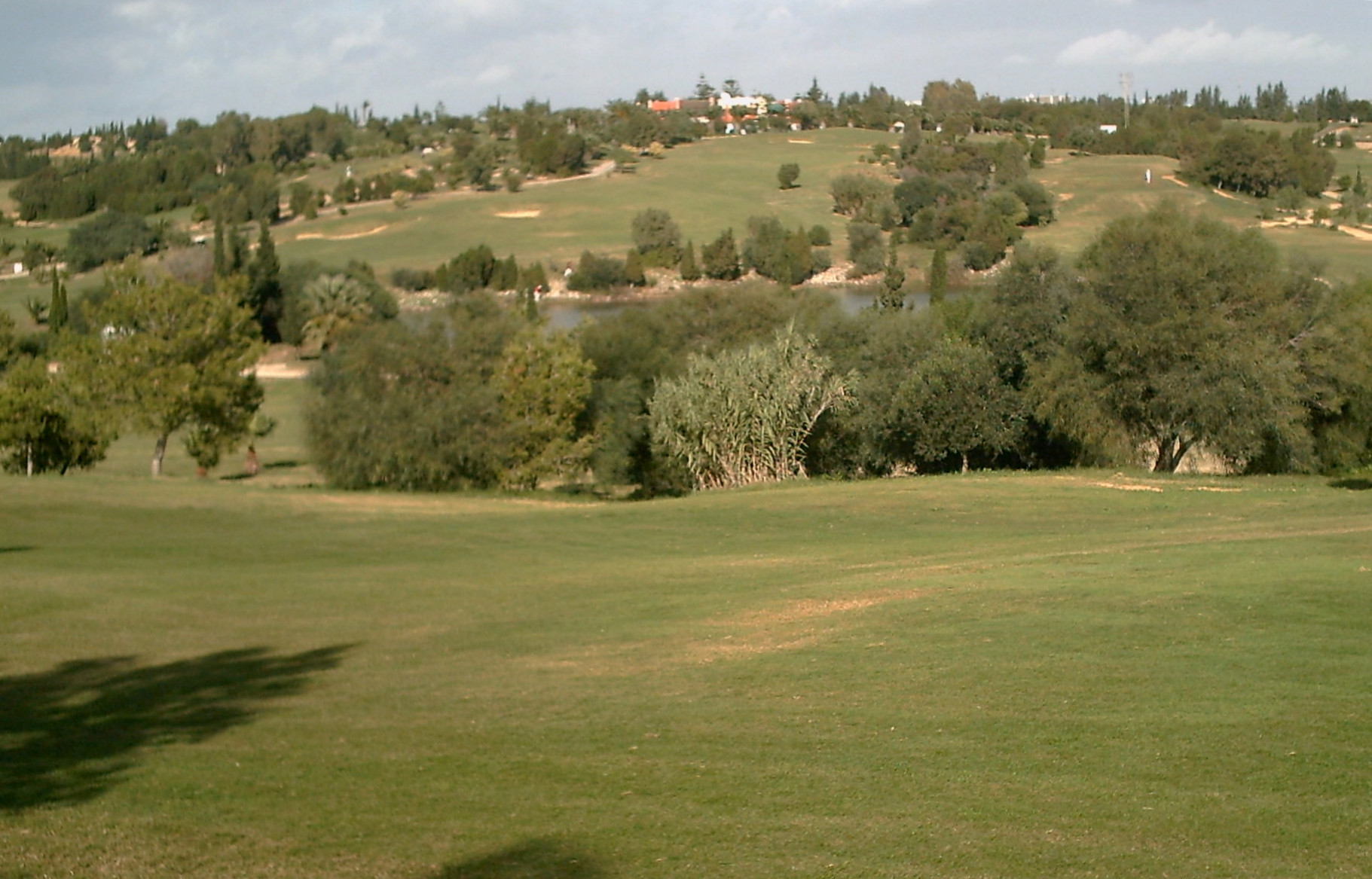
غولف القنطاوي في 2006.

غولف ياسمين (بالفرنسية: Golf Yasmine)‏ هو ملعب غولف يقع في ياسمين الحمامات في الحمامات في تونس. تم افتتاح الملعب في 1990م، ورسم خريطة هذا الملعب المهندس الأمريكي رونالد فريم (Ronald Fream).

يتكون الملعب من 18 حفرة.

## روابط خارجية
- الموقع الرسمي.